# Friedrich Busch (Theologe, 1798)
Andreas Kaspar Friedrich Busch (* 24. April 1798 in Glückstadt; † 17. August 1877 in Aamot, Schweden) war ein deutscher Theologe und Hochschullehrer pietistischer Ausrichtung.

## Leben

### Familie
Friedrich Busch war ein Sohn des Regierungssekretärs und späteren Obergerichtsrats Paul Christian Busch und der Margaretha Sophia Johanna, geb. Möller. Er heiratete 1826 in Berlin Fanny Amalie Schmalz († 1846). Nach ihrem Tod heiratete er 1849 in Addafer Mathilde Juliane Leuckfeld († 1877).

### Laufbahn
Busch wuchs in Glückstadt auf und besuchte dort die Schule. 1817 bis 1819 studierte er Theologie in Jena und 1819 bis 1820 in Göttingen. Während seines Studiums wurde er 1818 Mitglied der Urburschenschaft. Er schloss sein Studium 1820 bis 1822 in Kiel bei Claus Harms und 1822 bis 1824 in Berlin bei August Neander und August Tholuck mit der Promotion ab. Von 1824 bis 1849 war Busch ordentlicher Professor der Kirchengeschichte und theologischen Literatur an der Universität Dorpat. 1849 wurde er emeritiert, hielt aber noch 1850 einzelne Vorlesungen. In den Jahren 1828 bis 1829, 1834, 1836, 1839 bis 1840 und 1842 bis 1845 war er in Dorpat Dekan. 1836 wurde er russischer Staatsrat und erhielt 1846 den Wladimirorden IV. Klasse, was nach Rangtabelle einer Erhebung in den erblichen russischen Adelsstand gleichkam. Nach Einstellung seiner Lehrtätigkeit in Dorpat begab er sich als Privatgelehrter nach Kopenhagen und lehrte zeitweise auch in Glückstadt.

## Werke
- Der Fürst Karl Lieven und die Kaiserliche Universität Dorpat unter seiner Oberleitung. Karow, Dorpat/Leipzig 1846, (Digitalisat)

Busch war darüber hinaus Autor diverser theologischer Abhandlungen sowie von 1832 bis 1840 Herausgeber der Dorpatischen Evangelischen Blätter.